# Pont de Belle-Île
Pour les articles homonymes, voir Belle-Île.
Le pont de Belle-Île est un pont sur l'Ourthe à Liège. Il fait liaison entre le quai des Ardennes et le centre commercial de Belle-Île situé entre l'Ourthe et le Canal de l'Ourthe. Il fait

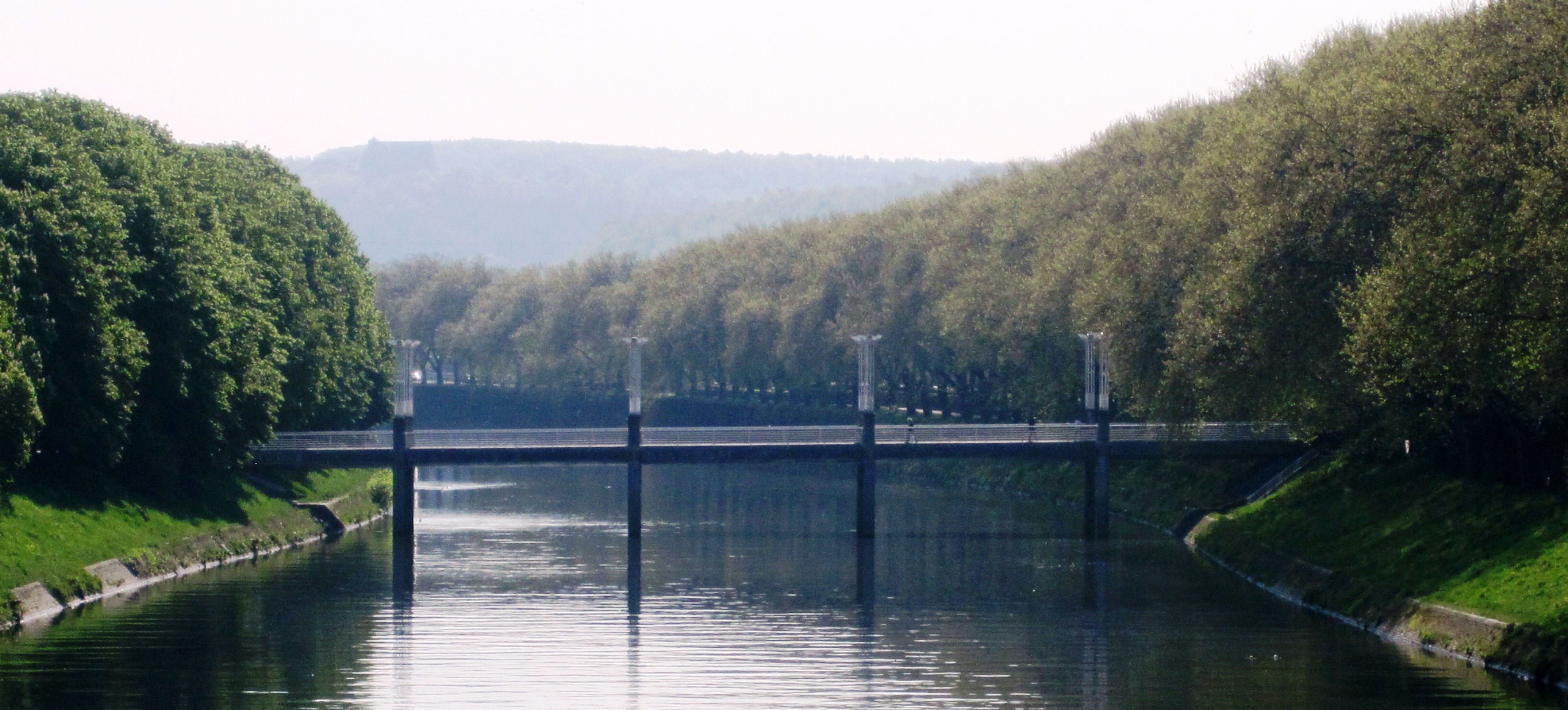
Pont de Belle-Île